# リプアーリ語
リプアーリ語（ドイツ語: Ripuarische Dialektgruppe）は、西ゲルマン語群に属するドイツ語の方言グループである。ラインラントやベルギー東部で話されている。
この名前の起源は、リプアリウス・フランク族（フランク族の支族であるリプアリウス族 Ripuarius）が居住していた土地で発達した方言であるためである。リプアリウス・フランク族は、ラインラントをその中心都市としていた。